# Barong Family
Pour les articles homonymes, voir Barong.
Barong Family est un label discographique de musique électronique fondé par le groupe de disc jockeys néerlandais Yellow Claw en 2014.
C'est, durant un temps, l'un des vingt-sept sous-labels de Spinnin' Records.
Yellow Claw, Alvaro, Cesqeaux, Coone, LNY TNZ, Mightyfools, Moksi, Snavs, Yung Felix ou encore Wiwek y ont déjà signé.